# TC Mouras
El TC Mouras es un campeonato argentino de automovilismo regenteada por la Asociación Corredores de Turismo Carretera. Esta categoría fue fundada en 2004 como consecuencia de una división en el TC Pista, siendo bautizada como TC Pista División Top Race en su año de inauguración y ubicada como categoría telonera del Top Race. Tras el campeonato inicial, ganado por Luis Esteban Hernández, la ACTC recategorizó al TC Pista B como una categoría escuela para aquellos pilotos que deseen competir a nivel nacional en el TC Pista, siendo organizadas sus competencias mayoritariamente en el Autódromo Roberto Mouras de la Ciudad de La Plata. Por tal motivo, la categoría fue rebautizada como TC Mouras, siendo su nombre una combinación entre las siglas de la categoría mayor y el apellido del piloto Roberto Mouras quien le diera el nombre al circuito platense.
Como se dijo al comienzo, a Luis Esteban Hernández le cupo el honor de ser el campeón de aquel torneo organizado en 2004, bajo el nombre de TC Pista B, mientras que Juan Bautista De Benedictis conquistó el título del año 2005, pero ya con la denominación TC Mouras. En ambos casos, estos pilotos compitieron al comando de unidades Ford Falcon.
La historia del TC Mouras continuaría a lo largo de los años, mostrando distintos ganadores y suponiendo una fuerte polarización entre las marcas Chevrolet y Ford. Sin embargo, la constante renovación de campeones se vio interrumpida en 2014, con la segunda consagración de Pedro Gentile en la divisional, habiéndose proclamado anteriormente en 2010 y en ambas ocasiones sobre un Chevrolet Chevy. De esta manera, el piloto de Banfield se convertiría en el primer piloto en repetir un título en una de las tres divisiones inferiores de la ACTC, a la vez de ser el primero en la historia y quien más títulos ostenta dentro del TC Mouras.

## Actualidad
Actualmente, el TC Mouras se ubica en el tercer lugar dentro del escalafón de ACTC, siendo el paso previo para competir en la categoría TC Pista. Anteriormente al TC Mouras, otra categoría denominada Turismo 4000 Argentino, también ejercía el rol de escalón previo al TC Pista, con la diferencia de que era regenteada por el Automóvil Club Argentino. Actualmente, tanto el TC Mouras como el T4000, comparten el mismo estatus dentro del automovilismo argentino.
En 2008, la ACTC decidió crear la divisional TC Pista Mouras, a expensas del TC Mouras. Tal categoría, fue puesta como cuarta división dentro del escalafón de ACTC y está considerada como el primer escalón para llegar a pilotear vehículos dentro del Turismo Carretera. El objetivo de esta divisional, es el de formar a aquellos pilotos provenientes del kart o de los monoplazas, siendo también elegidos aquellos que hayan acumulado experiencia en categorías zonales del interior del país.
Al igual que el TC Pista, tanto en el TC Mouras, como en su división Pista, los vehículos son sometidos a una reducción en su potencia, con el fin de poder ir formando a sus pilotos para poder llegar finalmente al Turismo Carretera. 
En cuanto a los modelos homologados para esta categoría, son los mismos que figuran en el padrón de ACTC, siendo estos el Chevrolet Chevy, el Dodge Cherokee, el Ford Falcon y el Torino Cherokee. A partir del año 2010 y conforme a lo sucedido en las restantes divisiones de ACTC, fue implementada la Copa Coronación "Río Uruguay Seguros", para definir al campeón de TC Mouras, trofeo que se pone en disputa mediante un sistema de Play Off al cual clasifican aquellos pilotos que hayan llegado a las últimas cinco fechas en los 12 primeros lugares. El primer campeón de TC Mouras con esta modalidad, fue el piloto Pedro Gentile, quien se consagró a bordo de un Chevrolet Chevy de la escudería JP Racing.
Un recurso utilizado por la Asociación Corredores de Turismo Carretera para poder promocionar a esta categoría es la organización de competencias con pilotos invitados, de los cuales mayoritariamente son de la categoría mayor, el Turismo Carretera. El éxito de estas competencias, dio lugar a la realización en 2011 del primer campeonato de binomios del TC Mouras, el cual fue adjudicado por la dupla compuesta por Cristian Di Scala (Titular) y Jonatan Castellano (Invitado), quienes se adjudicaron este torneo de tres fechas alternándose en la conducción de un Dodge Cherokee.

## Campeones
| Año  | Piloto                      | Automóvil       |
| ---- | --------------------------- | --------------- |
| 2004 | Luis Hernández II           | Ford Falcon     |
| 2005 | Juan Bautista De Benedictis | Ford Falcon     |
| 2006 | Federico Alonso             | Chevrolet Chevy |
| 2007 | Mario Ferrando              | Ford Falcon     |
| 2008 | Mauro Giallombardo          | Ford Falcon     |
| 2009 | Gastón Ferrante             | Ford Falcon     |
| 2010 | Pedro Gentile               | Chevrolet Chevy |
| 2011 | Gastón Crusitta             | Chevrolet Chevy |
| 2012 | Juan José Ebarlín           | Chevrolet Chevy |
| 2013 | Alan Ruggiero               | Ford Falcon     |
| 2014 | Pedro Gentile               | Chevrolet Chevy |
| 2015 | Julián Santero              | Chevrolet Chevy |
| 2016 | Juan Catalán Magni          | Ford Falcon     |
| 2017 | Facundo Della Motta         | Chevrolet Chevy |
| 2018 | Germán Todino               | Ford Falcon     |
| 2019 | Marcos Landa                | Torino Cherokee |
| 2020 | Christian Iván Ramos        | Torino Cherokee |
| 2021 | Marcos Quijada              | Dodge Cherokee  |
| 2022 | Rudi Bundziak               | Chevrolet Chevy |
| 2023 | Jeremías Scialchi           | Torino Cherokee |
| 2024 | Gastón Iansa                | Chevrolet Chevy |

### Campeonatos de pilotos invitados
| Año  | Piloto Invitado             | Pilotos titulares                   | Automóvil      |
| ---- | --------------------------- | ----------------------------------- | -------------- |
| 2011 | Jonatan Castellano          | Cristian Di Scala                   | Dodge Cherokee |
| 2012 | Jonatan Castellano          | Nicolás Pezzucchi Leonardo Palotini | Dodge Cherokee |
| 2013 | José Savino                 | William Brian Atkinson              | Ford Falcon    |
| 2014 | Mariano Werner              | Marcos Muchiut                      | Ford Falcon    |
| 2015 | Juan Bautista De Benedictis | Claudio Di Noto Rama                | Ford Falcon    |
| 2016 | Omar Martínez               | Juan José Suárez                    | Ford Falcon    |
| 2017 | Nicolás Pezzucchi           | Andrés Jakos                        | Dodge Cherokee |
| 2018 | Damián Markel               | Luis José Di Palma                  | Ford Falcon    |

## Tabla general
(ordenada por orden de marcas con más títulos)
| Marca     | Modelos                     | Campeones                              | Campeonatos | Total     |
| --------- | --------------------------- | -------------------------------------- | ----------- | --------- |
| Chevrolet | Chevrolet Chevy (9 títulos) | Federico Alonso (1 título)             | 2006        | 9 títulos |
| Chevrolet | Chevrolet Chevy (9 títulos) | Pedro Gentile (2 títulos)              | 2010        | 9 títulos |
| Chevrolet | Chevrolet Chevy (9 títulos) | Pedro Gentile (2 títulos)              | 2014        | 9 títulos |
| Chevrolet | Chevrolet Chevy (9 títulos) | Gastón Crusitta (1 título)             | 2011        | 9 títulos |
| Chevrolet | Chevrolet Chevy (9 títulos) | Juan José Ebarlín (1 título)           | 2012        | 9 títulos |
| Chevrolet | Chevrolet Chevy (9 títulos) | Julián Santero (1 título)              | 2015        | 9 títulos |
| Chevrolet | Chevrolet Chevy (9 títulos) | Facundo Della Motta (1 título)         | 2017        | 9 títulos |
| Chevrolet | Chevrolet Chevy (9 títulos) | Rudi Bundziak (1 título)               | 2022        | 9 títulos |
| Chevrolet | Chevrolet Chevy (9 títulos) | Gastón Iansa (1 título)                | 2024        | 9 títulos |
| Ford      | Ford Falcon (8 títulos)     | Luis Esteban Hernández (1 título)      | 2004        | 8 títulos |
| Ford      | Ford Falcon (8 títulos)     | Juan Bautista De Benedictis (1 título) | 2005        | 8 títulos |
| Ford      | Ford Falcon (8 títulos)     | Mario Ferrando (1 título)              | 2007        | 8 títulos |
| Ford      | Ford Falcon (8 títulos)     | Mauro Giallombardo (1 título)          | 2008        | 8 títulos |
| Ford      | Ford Falcon (8 títulos)     | Gastón Ferrante (1 título)             | 2009        | 8 títulos |
| Ford      | Ford Falcon (8 títulos)     | Alan Ruggiero (1 título)               | 2013        | 8 títulos |
| Ford      | Ford Falcon (8 títulos)     | Juan Catalán Magni (1 título)          | 2016        | 8 títulos |
| Ford      | Ford Falcon (8 títulos)     | Germán Todino (1 título)               | 2018        | 8 títulos |
| Torino    | Torino Cherokee (3 títulos) | Marcos Landa (1 título)                | 2019        | 3 títulos |
| Torino    | Torino Cherokee (3 títulos) | Christian Iván Ramos (1 título)        | 2020        | 3 títulos |
| Torino    | Torino Cherokee (3 títulos) | Jeremías Scialchi (1 título)           | 2023        | 3 títulos |
| Dodge     | Dodge Cherokee (1 título)   | Marcos Quijada (1 título)              | 2021        | 1 título  |